# برانگه
برانگه (به صربی: Beranje) یک منطقهٔ مسکونی در صربستان است که در ناحیه برانیچوو واقع شده‌است. برانگه ۴۹۱ نفر جمعیت دارد.